# Pierre Seel

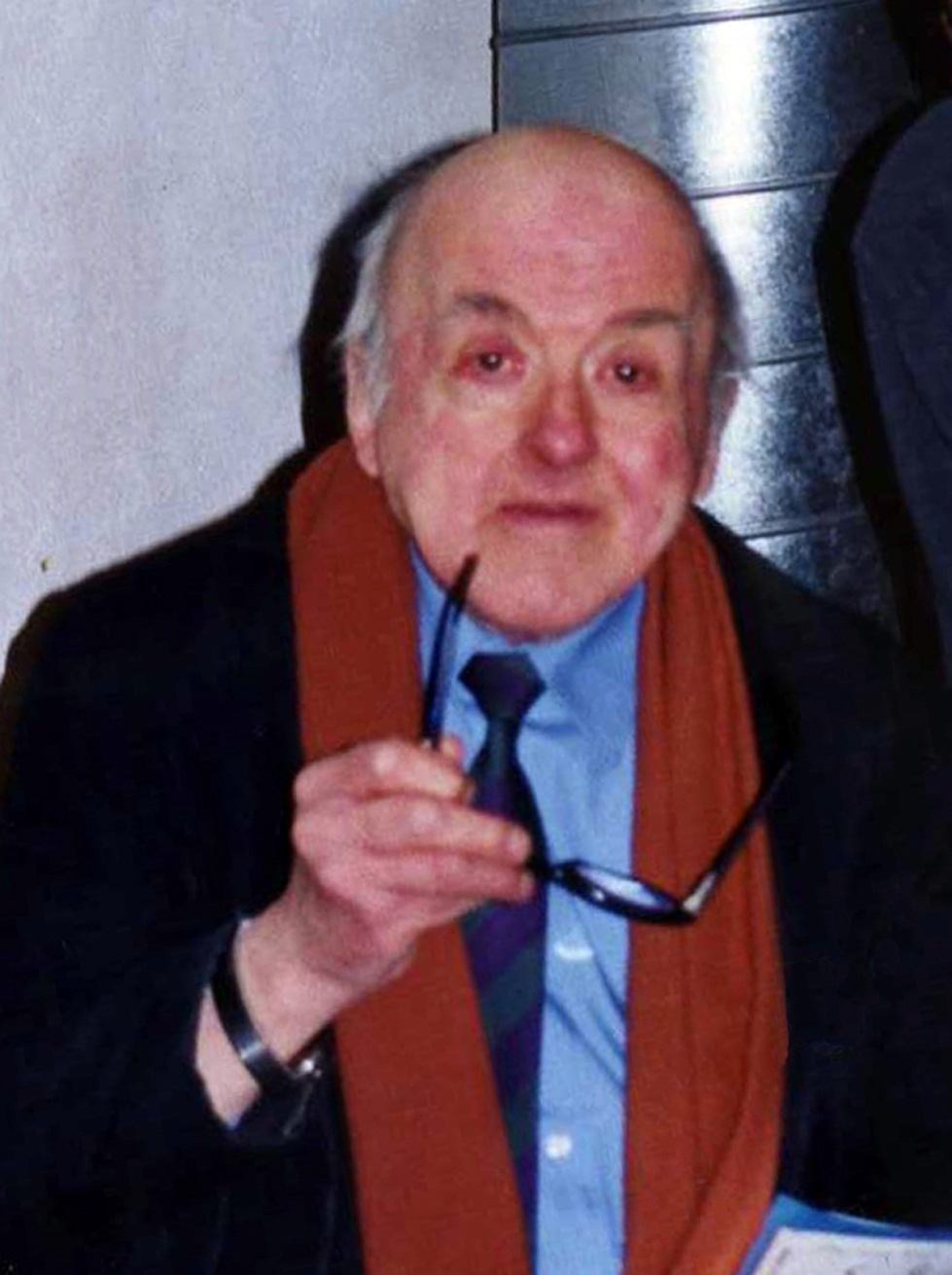
Pierre Seel, 2000

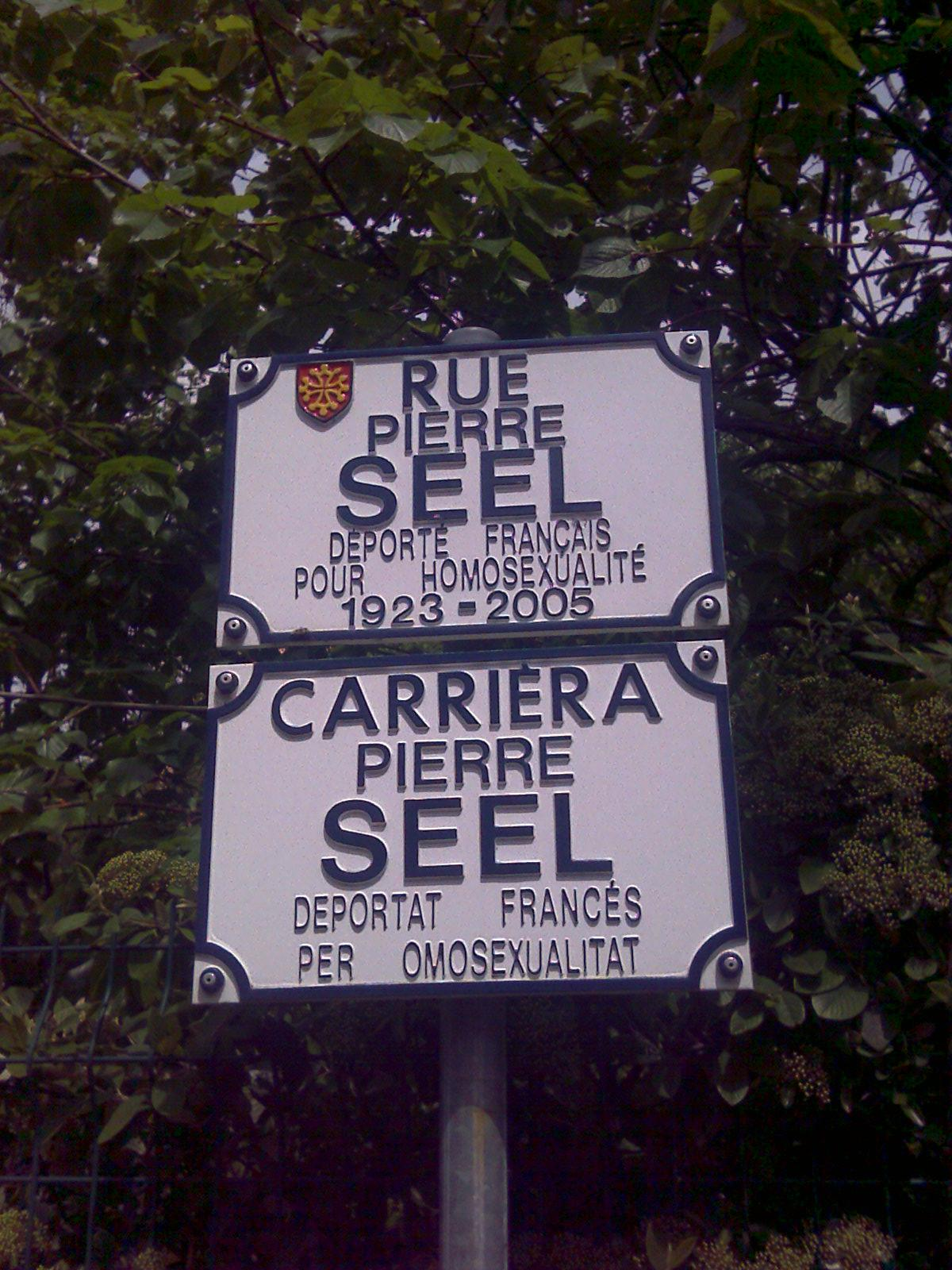
Straatnaambord in de Pierre Seelstraat in Toulouse

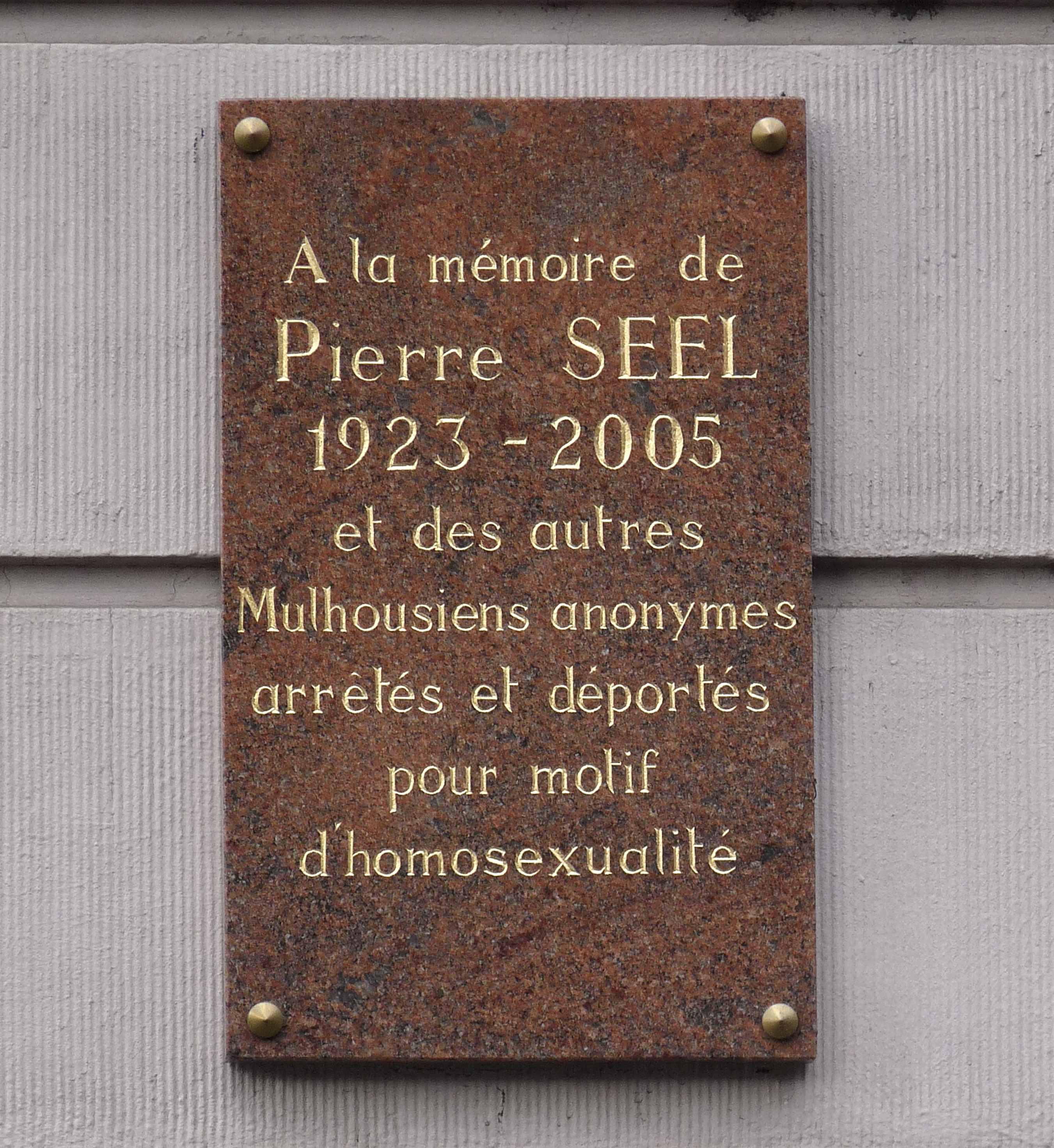
Plaquette op de gevel van een theater in Mulhouse

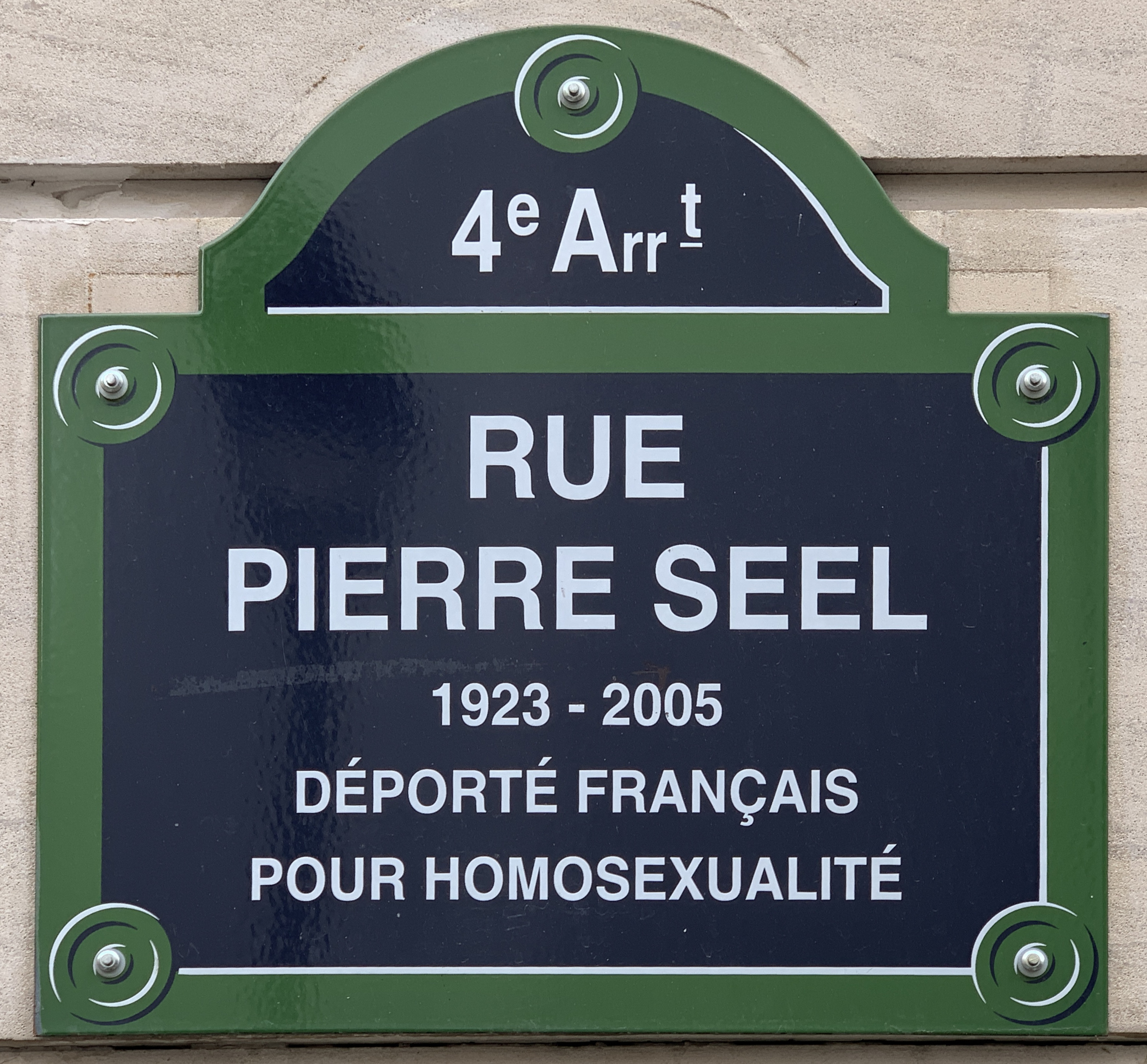
Straatnaambord in de Pierre Seelstraat in Parijs

Pierre Seel (Haguenau, 16 augustus 1923 – Toulouse, 25 november 2005) is de enige Fransman die openlijk een verklaring heeft afgelegd over zijn ervaringen tijdens de Tweede Wereldoorlog toen hij werd gedeporteerd  wegens zijn homoseksualiteit.

## Biografie
Pierre Seel was het vijfde en laatste kind van een rijke katholieke, Elzasser familie, en werd geboren in het familiekasteel Fillate te Haguenau. Op zijn elfde ontdekte hij dat zijn zus Josephine (hij noemde haar Fifine) feitelijk zijn nicht was, die na de dood van haar moeder door Seels vader werd geadopteerd. Zijn vader runde een succesvolle banketbakkerij en snoepwinkel in Mulhouse. Zijn moeder, Emma Jeanne, was directrice van een warenhuis en kwam na haar huwelijk in het familiebedrijf werken. Rond zijn zeventiende sloot Seel zich aan bij de Mulhouse (Elzas) gay-subcultuur en die van de Zazou. Hij vermoedde dat zijn homoseksualiteit te maken had met de beteugelende katholieke moraal van zijn ouders die hem verboden om gedurende zijn tienertijd naar meisjes van zijn eigen leeftijd te kijken. Hij vond het moeilijk om zijn homoseksualiteit te accepteren en beschreef zichzelf als heetgebakerd. 
In 1939 bezocht hij het park le Square Steinbach, een notoire homo-ontmoetingsplaats voor mannen. Daar werd zijn horloge gestolen dat hij van zijn peettante (zijn tante) had gekregen voor zijn recentelijke communie. In zijn onwetendheid gaf hij de diefstal aan bij de politie, niet wetende dat zijn naam op een lijst van homoseksuelen zou komen te staan, die door de politie werd bijgehouden. Homoseksualiteit was in Frankrijk al sinds 1792 gelegaliseerd en het Vichyregime vervolgde homoseksuelen niet, maar in augustus 1942 werd het volwassenen verboden seks te hebben met jongeren onder de eenentwintig. De Duitse inval in Rusland verkleinde Seels hoop op een textielstudie in Rijsel. Hij voltooide zijn beroepsopleiding als boekhouder, decorateur en verkoper en vond een baan als assistent-verkoper in een naburig bedrijf.

### In Schirmeck-Vorbrück
Op 3 mei 1941 werd Seel gearresteerd. Hij werd gemarteld en verkracht met een eind hout. (Dit bleek een doormidden gebroken liniaal te zijn, waarop de jongens moesten gaan knielen.) Op 13 mei 1941 werd hij op transport gesteld naar het kamp in Schirmeck-Vorbrück, zo'n 30 km ten westen van Straatsburg. Zijn gevangenis-uniform werd gemarkeerd met een blauwe band (dat stond voor katholieke en "asociale" gevangenen), wat eigenlijk beter was dan de beruchte roze driehoek die niet in Schirmeck gebruikt werd. Seel zei hierover: "Er was geen solidariteit voor de homoseksuele gevangenen; ze behoorden tot de laagste klasse. Andere gevangenen, zelfs onderling, gebruikten de homo's als doelwit."
Op 6 november 1941, na maanden van verhongering, slechte verzorging en gedwongen arbeid, werd Seel zonder enige uitleg vrijgelaten en werd hij een Duits staatsburger. Ten aanzien van de commandant van het kamp, Karl Buck, moest hij zweren zijn ervaringen geheim te houden en ook moest hij dagelijks verslag uitbrengen aan de Gestapo.

### Rest van de oorlog
Tussen 21 maart en 26 september 1942 werd Seel gedwongen zich aan te melden bij de Reichsarbeitsdienst (RAD) om zo wat militaire training te krijgen. Hij werd eerst naar Wenen uitgezonden als adjudant van een Duitse officier. Daarna ging hij naar een militair vliegveld in Gütersloh, vlak bij de Duits-Nederlandse grens.
Op 15 oktober 1942, werd hij gedwongen dienst te nemen in de Wehrmacht en werd een malgré-nous (letterlijk 'ondanks ons'); jongemannen die in de Elzas of in Lotharingen waren geboren, moesten tegen hun wil het Duitse leger in waar ze tegen de vijand en de aanhangers moesten vechten. Zonder zich echt te kunnen herinneren waar en wanneer hij ergens heen ging, trok hij de volgende drie jaren kriskras door Europa. Ook werd hij uitgezonden naar Joegoslavië. Terwijl hij tegen de lokale verzetsbeweging vocht, brandden hij en zijn medesoldaten afgelegen dorpen plat die door vrouwen en kinderen werden bewoond. Op een dag stond hij oog in oog met een partizaan die Seels kaak brak, waardoor hij al zijn tanden verloor. Seel herstelde niet van de gevolgen en werd gewond naar Berlijn gestuurd, waar hij een administratieve baan bekleedde.
In het voorjaar van 1943 werd Seel tot zijn verbijstering naar een Lebensbornhuis in Pommeren gezonden. Seel bleef daar een paar dagen.
In de zomer van 1943 sloot Seel zich vrijwillig aan bij de Reichsbank, waar hij bankbediende werd op de treinen voor soldaten die op weg waren naar Belgrado en Saloniki. Dit eindigde met de aanslag op Hitlers leven, waardoor de autoriteit extra verscherpt werd. Seel hielp de Berlijnse bevolking die 40 dagen en nachten ondergronds zat vanwege een aanval van de geallieerden.
Terwijl het Duitse Rijk uiteen begon te vallen werd Seel naar Smolensk gestuurd, aan het Russische front. Nadat hij het paard van de officier die hij diende had laten weglopen werd hij, samen met een andere Elzasser, naar een gevaarlijk en onbeschermd gebied gestuurd. De vijand bleef maar op hen schieten en al snel werd zijn compagnon gedood. Seel verbleef er drie dagen, was bijna krankzinnig en waande zichzelf vergeten.
Toen de ineenstorting van Duitsland aanstaande was, stelde zijn bevelvoerend officier Seel voor om gezamenlijk te deserteren. Kort daarop werd de officier gedood en besloot de alleen achtergebleven Seel zich over te geven aan de Russische troepen en volgde hen naar het westen. Ergens in Polen werd hij gearresteerd en gedreigd te zullen worden doodgeschoten, als vergelding van de moord op een officier. Hij redde zijn leven door naar voren te stappen en ten aanzien van het vuurpeloton De Internationale te zingen.
In Polen verliet Seel het Russische leger en sloot zich aan bij een groep overlevenden van het concentratiekamp die teruggebracht werden naar Frankrijk. Het Rode Kruis nam het al snel over en regelde een konvooi van treinen. Deze ging helaas niet naar het westen maar naar het zuiden, richting Odessa en de Zwarte Zee, onder erbarmelijke hygiënische omstandigheden. Toen op 8 mei 1945 de wapenstilstand werd afgekondigd was Seel nog steeds in Polen. In Odessa, waar hij de verantwoording kreeg over het vluchtelingenkamp waar hij in zat, liep hij malaria op. Daar kreeg hij ook het advies om zijn naam te veranderen in 'Celle' en te zeggen dat hij uit Belfort kwam en niet uit Elzas.
Na lang wachten op een boot die hem vanuit Odessa naar Frankrijk zou brengen, arriveerde 'Pierre Celle' eindelijk per trein in Parijs na een treinreis door Europa via Roemenië, Duitsland, Nederland en België. Seel werd opnieuw voor een administratieve baan gerequireerd; hij moest lange lijsten typen van vluchtelingen die huiswaarts keerden.
In Mulhouse aangekomen, besefte Seel dat hij zou moeten liegen omtrent zijn waargebeurde verhaal en, zoals zovelen, te liegen waarom hij was gedeporteerd.
"Ik was al bezig mijn geheugen te censureren en ik werd me bewust dat, ondanks mijn verwachtingen en wat ik mij had ingebeeld over de langverwachte vreugde van terugkeer, de ware Vrijheid voor andere mensen was."

### Na de oorlog
Na het einde van de oorlog, werd het Franse strafwetboek gewijzigd, waarbij de antisemitische wetten werden afgeschaft. Het verbod op  homoseksuelen relaties tussen volwassenen en minderjarigen bleef echter tot 1982 van kracht. De homofobe sfeer van de jaren tussen 1940 en 1960 betekende voor de terugkerende slachtoffers dat de mogelijkheid om hun verhaal te vertellen werd gedwarsboomd door de angst voor verdere stigmatisering. In zijn boek beschrijft Seel ook een toename van homofobische aanvallen in Mulhouse na de oorlog. Zelfs binnen zijn eigen familie voelde Seel een negatieve reactie betreffende zijn homoseksualiteit. Ook zijn eigen verwanten weigerde het ter sprake te brengen, terwijl andere leden van de familie er vernederende grappen over maakten. Zijn peetoom onterfde hem.
Nadat Seel als voorraadbeheerder was begonnen bij een kledingpakhuis, zette hij een genootschap op om de behoeftige families uit de buurt aan voedsel en kleding te helpen. Ook nam hij de zorg voor zijn al op leeftijd zijnde moeder op zich, met wie hij een nauwe band kreeg en de enige persoon in dertig jaar aan wie hij zijn ervaringen vertelde. De vier jaren die daarop volgde waren, zoals hij dat zelf zei, de jaren van schaamte; Seel leidde een leven van "pijnlijk verdriet", waarin hij langzaam tot het besluit kwam dat hij afstand moest nemen van zijn homoseksualiteit. Hij trad in de voetsporen van zijn ouders en bezocht een relatiebemiddelingsbureau. Op 21 augustus 1950 trouwde hij met de dochter van een Spaanse dissident. Het kerkelijk huwelijk werd op 30 september 1950 voltrokken in Saint-Ouen. Hij besloot zijn vrouw niets over zijn homoseksualiteit te vertellen.
Hun eerstgeboren kind werd doodgeboren, maar uiteindelijk kregen ze twee zoons (in 1952 en 1954) en een dochter (in 1957). In 1952, voor de geboorte van hun tweede kind, verhuisden ze naar Chevreuse bij Parijs, waar Seel een kledingzaak opende die weinig succesvol was. Hij werd al snel gedwongen bij een groter kledingbedrijf in Parijs te gaan werken. Het gezin raakte betrokken bij de lokale katholieke gemeenschap. Seel vond het moeilijk om een band met zijn kinderen op te bouwen; hij was terughoudend toen zijn dochter werd geboren, terwijl hij niet wist hoe hij zijn liefde moest tonen ten opzichte van zijn twee jongens zonder dat hij verkeerd begrepen werd.
De jaren zestig brachten het gezin, dat naar Blois, Orléans, Compiègne, Rouen, en weer terug naar Compiègne, verhuisde opdat Seel zijn carrière kon volgen, weinig stabiliteit. Deze instabiliteit veroorzaakte nog meer spanningen in zijn huwelijk. In mei 1968 zat Seel vier dagen vast in het bestormde Sorbonne, toen hij daar als waarnemer naartoe was gestuurd door de lokale oudervereniging. Hij reisde verder af naar Toulouse om het nieuwe appartement te bezichtigen dat bij de nieuwe baan van zijn vrouw bij de overheid hoorde. Daar werd hij gearresteerd op verdenking van het aanmoedigen van de jonge demonstranten. Het gezin vestigde zich uiteindelijk in Toulouse.
In de tien jaar die volgde, groeide Seel en zijn vrouw steeds meer uit elkaar en werd hij gekweld door gevoelens van tekortschieten, schaamte, en verwarring over zijn seksualiteit. Toen het stel in 1978 scheidde, zat hij al onder de kalmerende middelen. Hij begon te drinken en hield er rekening mee dakloos te raken; hij sliep zelfs drie keer op straat om zichzelf te testen. Toen een van zijn zoons dreigde dat hij hem nooit meer wilde zien als Seel zou blijven drinken, bezocht hij een counselinggroep. In 1979 werkte hij voor een verzekeringsbedrijf, terwijl hij nog steeds probeerde zich met zijn van hem vervreemde vrouw te verzoenen,toen hij in een plaatselijke boekwinkel een debat bezocht voor de lancering van de Franse editie van Heinz Hegers boek De Mannen met de Roze Driehoeken. Na afloop had Seel een gesprek met de sprekers en de volgende dag zouden ze elkaar ontmoeten.
Hij bezocht de plaatselijke afdeling van David et Jonathan, een gezelschap voor katholieke homo's en lesbiennes. Op 9 april 1989 keerde hij voor het eerst terug naar de kampen van Schirmeck en Natzweiler-Struthof.
De laatste twaalf jaar van zijn leven deelde hij met zijn partner Eric Feliu met wie hij honden fokte, wat hem hielp om van zijn angst voor honden af te komen. Die angst was ontstaan toen Jo, Seels eerste liefde in Schirmeck, voor de ogen van alle gevangenen door Duitse herders levend was verscheurd.
In 2005 overleed Seel op 82-jarige leeftijd te Toulouse aan de gevolgen van kanker. Hij werd begraven in Bram in het departement Aude.

## Uitspreken
In 1981 werd de getuigenverklaring, verzameld door Jean-Pierre Joecker (regisseur en oprichter van het gay-magazine Masques), anoniem gepubliceerd in een speciale editie van het toneelstuk Bent. In antwoord op anti-homo verklaringen en de acties van Léon Elchinger, de bisschop van Straatsburg, sprak Seel in april 1982 openlijk en schreef op 18 november een open brief aan de bisschop. Tegelijkertijd verspreidde hij een kopie van die brief aan zijn familie. De brief werd op 11 december gepubliceerd in editie N° 47 van het weekblad Gai Pied. Op hetzelfde moment spande hij ook een proces aan om compensatie te krijgen van de Franse staat.
Tussen 1980 en 1990 werd Seel aangevallen en ontving zelfs doodsbedreigingen. Nadat hij op de Franse televisie was verschenen, werd hij aangevallen en in elkaar geslagen door jongemannen die homofobische scheldwoorden riepen. Catherine Trautman (PS), toen nog burgemeester van Straatsburg en later minister van Cultuur, weigerde ooit de hand van Seel te schudden tijdens een herdenkingsplechtigheid.
In 1994 publiceerde hij het boek Moi, Pierre Seel, déporté homosexuel ('Ik, Pierre Seel, gedeporteerde homoseksueel'). Hij verscheen op de Franse televisie en in de Franse pers. Seels verhaal verscheen in 2000 in de documentairefilm over de deportatie van homoseksuelen: Paragraaf 175. Na de première van de documentaire tijdens het Internationaal filmfestival van Berlijn kreeg Seel, die voor het eerst sinds de oorlog weer in Duitsland was, een vijf minuten durende staande ovatie.
In 2003 werd Seel door de Internationale Organisatie voor Migratie, die hulp biedt aan nazislachtoffers, officieel erkend als slachtoffer van de Holocaust. In april 2005 zei Jacques Chirac tijdens de Journée nationale du souvenir des victimes et des héros de la déportation: "In Duitsland, maar ook op Frans grondgebied, werden zij van wie het persoonlijke leven afweek, ik denk aan de homoseksuelen, opgejaagd, gearresteerd en gedeporteerd."
Op 23 februari 2008 kreeg een straat van de gemeente Toulouse een nieuwe naam ter ere van Seel. Op het straatnaambord staat "Rue Pierre Seel - Déporté français pour homosexualité - 1923-2005".